# Tony Brise
Anthony William Brise, britanski dirkač Formule 1, * 28. marec 1952, Erith, London, Anglija, Združeno kraljestvo, † 29. november 1975, Arkley, London, Anglija, Velika Britanija.

## Življenjepis
V sezoni 1973 je postal prvak Britanske Formule 3. V Formuli 1 je debitiral na dirki za Veliko nagrado Španije v sezoni 1975, kjer je z dirkalnikom Williams FW03 moštva Frank Williams Racing Cars osvojil sedmo mesto. Nato je v drugem delu sezone nastopil z dirkalnikom Hill GH1 moštva Embassy Racing with Graham Hill na devetih dirkah. Ob štirih odstopih je na dirki za Veliko nagrado Švedske osvojil šesto mesto, kar je njegov najboljši rezultat v karieri in edina uvrstitev med dobitnike točk. Še dvakrat pa se je točkam približal s sedmima mestoma na naslednjih dveh dirkah za Veliki nagradi Nizozemske in Francije, poleg tega pa je bil še dvakrat petnajsti. Po koncu sezone je umrl skupaj še s štirimi člani moštva v letalski nesreči v hudi megli pri Londonu, pilotiral pa je Graham Hill.

## Popolni rezultati Formule 1
(legenda) (odebeljene dirke pomenijo najboljši štartni položaj, poševne pa najhitrejši krog, †-uvrščen kljub odstopu)
| Leto | Moštvo                          | Šasija        | Motor       | 1   | 2   | 3   | 4     | 5   | 6       | 7     | 8     | 9     | 10    | 11      | 12     | 13      | 14      | Prv | Toč |
| ---- | ------------------------------- | ------------- | ----------- | --- | --- | --- | ----- | --- | ------- | ----- | ----- | ----- | ----- | ------- | ------ | ------- | ------- | --- | --- |
| 1975 | Frank Williams Racing Cars      | Williams FW03 | Cosworth V8 | ARG | BRA | JAR | ŠPA 7 | MON |         |       |       |       |       |         |        |         |         | 19. | 1   |
| 1975 | Embassy Racing with Graham Hill | Hill GH1      | Cosworth V8 |     |     |     |       |     | BEL Ret | ŠVE 6 | NIZ 7 | FRA 7 | VB 15 | NEM Ret | AVT 15 | ITA Ret | ZDA Ret | 19. | 1   |